# Апрель (фильм, 2024)
«Апрель» (груз. აპრილი, англ. April) — художественный фильм грузинского режиссёра Деа Кулумбегашвили с Ией Сухиташвили в главной роли. Его премьера состоялась 4 сентября 2024 года на 81-м Венецианском кинофестивале, в рамках основной программы.

## Сюжет
Главная героиня фильма — Нина, акушерка из маленькой грузинской деревни, которая, несмотря на законодательный запрет, помогает пациенткам, желающим сделать аборт. Она вынуждена защищать свои ценности, когда её обвиняют в халатности.

## В ролях
- Ия Сухиташвили[англ.]
- Каха Кинцурашвили
- Мераб Нинидзе

## Релиз и оценки
Изначально предполагалось, что фильм будет показан на Каннском кинофестивале 2023 года, но этого не произошло. Премьера состоялась 4 сентября 2024 года на 81-м Венецианском кинофестивале, в рамках основной программы. Картина получила специальный приз жюри.